# Ataköy-Talsperre
Die Ataköy-Talsperre (türkisch Ataköy Barajı) befindet sich 30 km östlich von Tokat in der türkischen Provinz Tokat am Oberlauf des Yeşilırmak.
Die Ataköy-Talsperre wurde in den Jahren 1975–1977 knapp 4 km unterhalb der Almus-Talsperre als Steinschüttdamm errichtet.
Sie wird von der staatlichen Wasserbehörde DSİ betrieben und dient der Energieerzeugung.
Der Staudamm hat eine Höhe von 21,5 m und besitzt ein Volumen von 600.000 m³. Der zugehörige 4 km lange Stausee besitzt eine Wasserfläche von 0,5 km² und ein Speichervolumen von 2,8 Mio. m³.
Das Wasserkraftwerk der Ataköy-Talsperre besitzt eine installierte Leistung von 5,5 Megawatt. Die durchschnittliche Jahresenergieerzeugung liegt bei 8 GWh.
Unterhalb des Staudamms wird ein Teil des Wassers über eine Druckleitung zum 8 km nordnordöstlich gelegenen Köklüce-Wasserkraftwerk geleitet. Dieses liegt in der Nähe der Stadt Niksar im Tal des Kelkit Çayı. Das 1975–1988 errichtete Wasserkraftwerk besitzt zwei Einheiten zu 45 MW und erzeugt durchschnittlich 350 GWh im Jahr (2002–2013).